# Коледата на Чарли Браун
„Коледата на Чарли Браун“ (на английски: A Charlie Brown Christmas) е американски анимационен филм на рижисьора Бил Мелендес по сценарий на Чарлс М. Шулц. Премиерата му е на 9 декември 1965 г. по CBS. В него главният герой Чарли Браун осъзнава, че е депресиран, въпреки празничната атмосфера. Луси му предлага да режисира училищна пиеса, но той бива единствено игнориран и подиграван от останалите. Сюжетът засяга прекалената комерсиализация и секуларизма на Коледа, и целта му е да напомни на зрителите истинското значение на Коледа (раждането на Иисус Христос).